# Owen Barfield
Owen Barfield (9. listopadu 1898 – 14. prosince 1997) byl britský jazykovědec, filosof a spisovatel. V odborných kruzích je znám především pro svou teorii vývoje vědomí a významu, v širší veřejnosti jako přítel a inspirátor C. S. Lewise a J. R. R. Tolkiena.

## Život
Owen Barfield se narodil v Londýně v rodině právníka jako poslední ze čtyř sourozenců. Po středoškolském studiu na Londýnské Highgate School musel roku 1917 narukovat. Válku prožil jako spojař. Mezi koncem války a demobilizací pracoval sedm měsíců jako lektor všeobecného vzdělávání pro starší vojáky; po přípravném lektorském kurzu na univerzitě v Oxfordu v něm dozrálo rozhodnutí pustit se přes odpor otce do studia filologie. Na studiích se spřátelil se spolustudentem C. S. Lewisem a posléze též s mladým profesorem J. R. R. Tolkienem. Tato přátelství pak doprovázela celý jeho život a stala se též zárodkem volného literárního a filosofického sdružení Inklings.
Po dosažení titulu B. Litt. musel Owen Barfield zanechat akademické dráhy a převzít otcovu právnickou firmu v Londýně. Filologii a filosofii na odborné úrovni se však věnoval dál a rovněž pravidelně dojížděl do Oxfordu na schůzky s přáteli ze sdružení Inklings. Roku 1923 se oženil s choreografkou a scénografkou Maud Douie. Po marném čekání na vlastní potomstvo adoptovali manželé Barfieldovi postupně tři děti — Alexandra (1929), Lucy (1935) a Geoffreyho (1945).
V roce 1965 se mu konečně podařilo definitivně předat svou právnickou firmu následovníkům, takže se mohl plně věnovat literární a vědecké práci. V letech 1963–1978 přednášel jako hostující profesor na řadě amerických univerzit.
Po smrti manželky v roce 1980 začíná Owen Barfield pomýšlet na odchod do ústraní, který však uskuteční teprve v roce 1986, kdy se odstěhuje do domova důchodců ve Forest Row ve Východním Sussexu. V následujících letech ještě dokončuje svá poslední díla a poskytuje rozhovory o životě svém i ostatních Inklingů. 14. prosince 1997 ve svém bytě ve Forest Row umírá.

## Názorový vývoj
Owen Barfield byl vychován v duchu pragmatického racionalismu. Jeho otec byl selfmademan přesvědčený o potřebě účelného a cílevědomého jednání a naopak zbytečnosti nehmotných zájmů. Jako dvanáctiletý však malý Owen při hodinách latiny poznává krásy básnických metafor a k neradosti svého otce se začíná intenzivně zajímat o poezii a filologii.

## První a poslední Inkling
Již krátce po zahájení studia na Oxfordské univerzitě se Owen Barfield seznámil se stejně starým C. S. Lewisem. Společný zájem o severské ságy je vedl k založení volného sdružení Kolbítar, scházejícího se na čtení staroislandské poezie a na rozpravy o ní, do něhož se později zapojil též J. R. R. Tolkien. Témata rozprav se postupně rozšiřovala na poezii a mytologii v obecném slova smyslu, účastníci schůzek skupiny též začali diskutovat o své vlastní literární tvorbě, a tak se původní sdružení přetransformovalo natolik, že se koncem 20. let jeho členové rozhodli změnit jeho jméno na Inklings.